# DBUs Landspokalturnering for kvinder 2021-22
 Ikke at forveksle med DBU Pokalen 2021-22.
DBUs Landspokalturnering for kvinder 2021-22 (også kendt som Gjensidige Kvindepokalen 2021-22, af sponsormæssige årsager) er den 30. udgave af DBUs Landspokalturnering for kvinder. Hold fra landets bedste række Elitedivisionen, er automatisk kvalificeret til anden runde af turneringen.
Gjensidige Forsikring har siden 2022 været officiel navnesponsor for hele pokalturneringen og er det frem til 2025.
Samtlige pokalkampe kan ses på streamingtjenesten Mycujoo, mens finalekampen vises på DR1.